# Petizione
Una petizione è una richiesta ad un'autorità - generalmente governativa - o a un ente pubblico. Nel linguaggio colloquiale, una petizione è un documento sottoscritto da uno o più individui e indirizzato a un ente pubblico o privato.

## Classificazione
In base alle finalità, è possibile classificare le petizioni come:
- precettistiche, se invogliano il legislatore ad approvare delle norme che colmino un vuoto legislativo (vacatio);
- di sensibilizzazione, se hanno lo scopo di focalizzare l'interesse del destinatario su una particolare tematica;
- abrogative, se invogliano il legislatore ad abrogare una determinata norma giuridica.

Per una petizione non è necessaria l'autentica di firma con la registrazione degli estremi di un documento d'identità, per questo le raccolte di firme su Internet hanno lo stesso valore legale anche quando non utilizzano meccanismi di autenticazione dell'utente come la firma digitale.

## Storia
Le prime petizioni documentate furono fatte dagli schiavi che costruivano le piramidi nell'Antico Egitto, per richiedere migliori condizioni di lavoro.
Nella Cina Imperiale pre-moderna ogni cittadino aveva diritto di presentare petizioni all'imperatore.
In Inghilterra, durante il regno di Edoardo I, fu largamente incoraggiato dal Re stesso l'utilizzo di petizioni da destinare al parlamento. Questo contribuì tra l'altro a far nascere il potere legislativo di quest'ultimo.
Sempre in Inghilterra il movimento del Cartismo, nel XIX° secolo, promosse una petizione firmata da oltre un milione di persone per chiedere più diritti e democrazia. In seguito venne ripresentata con oltre tre milioni di firme ed ebbe il suo compimento nel Ballot Act del 1872.
Un tipo particolare di petizione è quella usata per chiedere la libertà di Nelson Mandela, imprigionato dal governo del Sudafrica durante l'apartheid. La petizione in questione non aveva valore legale, ma le firme di milioni di persone rappresentarono una forza morale che ha aiutato a liberare Mandela e a porre termine alla politica di segregazione razziale. Organizzazioni non governative come ad esempio Amnesty International usano spesso petizioni per supportare le proprie iniziative.

## Il diritto di petizione

### Italia
L'ordinamento giuridico italiano conferisce ai cittadini il diritto di ricorrere allo strumento della petizione indirizzata al parlamento:
(Costituzione della Repubblica Italiana, art. 50)
I regolamenti della Camera e del Senato, rispettivamente art. 109 e artt. 140-141, chiariscono le modalità di trattazione; per le petizioni presentate al Senato, viene in ogni caso data comunicazione al presentatore della decisione adottata.
Come per tutti gli altri documenti, i siti istituzionali raccolgono informazioni sulle petizioni presentate.
A livello comunale le petizioni, così come le istanze e le proposte, sono state rese obbligatorie per tutte le amministrazioni solo dal 2000 grazie al T.U.E.L., compreso l'obbligo di risposta entro tempi certi per singoli o associati:
(Testo Unico Enti Locali, art. 8 comma 3 della legge 267/2000)

### Stati Uniti d'America
Nel diritto statunitense il diritto di petizione è contemplato nel primo emendamento della Costituzione degli Stati Uniti (Petition Clause):
(Emendamenti della costituzione americana, art. 1)

### Unione europea
Il diritto di petizione è inoltre considerato diritto fondamentale dell'Unione europea e, come tale, inserito nell'apposita Carta (2000) dal Parlamento Europeo all'art. 44:
(Carta dei diritti fondamentali dell'Unione europea, art. 44)
Il diritto di presentare petizioni al Parlamento europeo è inoltre previsto come uno dei diritti connessi alla cittadinanza dell'Unione europea dagli artt. 20 e 24 del Trattato sul funzionamento dell'Unione europea (TFUE). L'art. 224 TFUE garantisce questo diritto anche ad ogni persona fisica o giuridica che risieda o abbia la sede sociale in uno Stato membro; la petizione può essere presentata individualmente o in associazione con altri cittadini o persone su una materia che rientra nel campo di attività dell'Unione, e che concerne direttamente gli autori, ma quest'ultima condizione è interpretata in senso molto esteso.
La petizione può essere fatta in qualunque lingua dell'UE e deve contenere nome, cognome, nazionalità e indirizzo di ciascun firmatario. Può essere presentata in forma cartacea o online tramite il portale delle petizioni del Parlamento europeo. Non esiste certificazione autentica e le firme servono a dimostrare il consenso dei cittadini sulla richiesta.
La commissione per le petizioni del Parlamento europeo (PETI) è competente per il loro trattamento. e ne verifica la ricevibilità formale (firmatari) e sostanziale (materia che rientri nel campo di attività dell'UE) della petizione. Se irricevibile spesso viene indicata un'altra istituzione nazionale o internazionale a cui ci si può rivolgere. Se la petizione è ricevibile la commissione PETI chiede informazioni e pareri alla Commissione europea o alle altre commissioni parlamentare. Può organizzare audizioni e inviare i propri membri in missione.
La commissione PETI organizza quindi una riunione in cui il firmatario presenta la petizione, e la Commissione europea risponde. I membri della commissione parlamentare possono fare domande a entrambi. Possono intervenire anche i rappresentanti degli stati membri.
A questo punto a seconda dei casi:
- la commissione parlamentare può contattare l'istituzione, l'autorità o lo stato membro competente;
- se la Commissione europea constata una violazione del diritto dell'UE può avviare una procedura di infrazione;
- Parlamento o Commissione possono prendere iniziative politiche.[4]

Ogni anno vengono presentate circa 1500 petizioni. Ad esempio nel 2016 una petizione proposta da ENAR Ireland ha raccolto circa 5000 firme e ha spinto la Commissione europea ad avviare un'ispezione sull'Irlanda sull'applicazione della decisione quadro del 2008 su razzismo e xenofobia. In particolare la Repubblica d'Irlanda è stata criticata di non aver introdotto una normativa sui crimini d'odio.